# Fetitxisme d'impregnació
El fetitxisme d'impregnació, comunament conegut com a torsió reproductora (en anglès breeding kink), és l'experiència d'una intensa atracció sexual davant la idea de deixar embarassada a una dona. Això vol dir que un home vol ejacular dins de la seva parella sense cap control de la natalitat.
El fetitxisme de la impregnació és una parafília que es caracteritza per l'excitació sexual quan es planteja amb el risc de deixar embarassada o de quedar embarassada durant el coit. Segons l'experta sexual Gigi Engle, el fetitxisme té les seves arrels en la fantasia de l'embaràs, però no en el desig de criar un nadó. Com que els fetitxes de cria estan arrelats en la fantasia, no és exclusiu de les persones en relacions heterosexuals. Les persones de parelles del mateix sexe i les persones transgènere poden tenir problemes de criança. Per a alguns, aquesta torsió de cria pot incloure elements fantàstics, com ara impregnar-se d'ous alienígenes. Hi ha joguines sexuals fetes per a aquest fetitxe específic, anomenats ovipositors, que s'assemblen als consoladors i que s'insereixen a la vagina o l'anus també per plaer. Les dones poden tenir una torsió de cria, però no necessàriament volen quedar embarassades a la vida real, mentre que els homes poden estar excitats per la fantasia de deixar embarassada una dona accidentalment. Per als homes homosexuals, poden gaudir d'activitats com l'"abocament de semen".

## En la cultura popular
El fetitxisme de la impregnació és habitual. Segons Google Trends, les cerques de "retorn de cria" van començar a repuntar l'any 2020, i van assolir el màxim a finals de 2021 enmig d'una tendència a TikTok sobre "portar massa lluny la torsió de cria", seguida d'una dona que va girar la càmera cap avall fins a una prova d'embaràs positiva o ventre que sobresurt.